# Lauenburger Ton
Lauenburger Ton ist ein feinkörniges Beckensediment.

## Herkunft der Bezeichnung
Der Lauenburger Ton hat seine Bezeichnung nach der Stadt Lauenburg/Elbe erhalten, die am rechten Ufer der Elbe bei Fluss-km 570 liegt. Ab Lauenburg gehört das rechte Elbufer zu Schleswig-Holstein.
Im Stadtgebiet und in seiner Umgebung gibt es mehrere Vorkommen des Lauenburger Tons. Eines davon wurde im Zuge des Neubaus des Elbe-Lübeck-Kanals (Eröffnung im Jahre 1900 als Ersatz für den seit 1348 bestehenden Stecknitz-Kanal) angeschnitten. Seitdem wird dieser Ton als Lauenburger Ton bezeichnet.

## Entstehung des Lauenburger Tons
Der Lauenburger Ton hat sich am Ende der Elster-Eiszeit in vorher vom Eis aufgeschürften Hohlformen mit dem Schmelzwasser als Beckensediment abgesetzt.
Da sich die feinen Tonpartikelchen im Schmelzwasser länger in der Schwebe hielten als die sandigen Anteile (sie haben eine geringere Sinkgeschwindigkeit), setzte sich zunächst der Beckensand am Grunde und besonders in Gletschernähe ab und erst danach der Beckenton. In größerer Entfernung vom Gletscherrand sedimentierte ausschließlich Beckenton.
Da die Entstehungsvoraussetzungen für Lauenburger Ton (aufgeschürfte Hohlformen, Tonpartikel im Schmelzwasser) jeweils unter eiszeitlichen Bedingungen eine Sondersituation darstellten, kommt Lauenburger Ton nur örtlich begrenzt, nicht aber flächig wie etwa eine Grundmoräne vor. Das o. g. Ende der Elster-Eiszeit ist etwa auf 380.000 Jahre vor unserer Zeitrechnung zu datieren. Die elsterzeitlichen Ablagerungen wurden danach während der Saale-Eiszeit erneut überdeckt und u. U. ein weiteres Mal während der Weichsel-Eiszeit  in den Gebieten nördlich der Elbe, die von der letzten Vereisung noch direkt erfasst wurden.
Diese zeitliche Aufeinanderfolge der Vereisungen bedeutet aber nicht, dass die jeweiligen Ablagerungen sauber übereinandergeschichtet wiederzufinden sind. Die Oberflächennähe der Lauenburger Ton-Schichten gerade bei Lauenburg ist damit zu erklären, dass das Gletschereis während der späteren Kaltzeiten Tonschollen aus dem Verband gelöst, verschleppt und aufgestaucht hat. Zudem können ja die Ablagerungen der späteren Eiszeit(en) höchst unterschiedlich mächtig sein oder sogar gänzlich fehlen, so dass man dann wie durch eine Öffnung auf die jeweils ältere Schicht blicken kann.

## Untersuchungsmethoden zur Feststellung der Tonvorkommen
Zur Feststellung, ob ein Ton, Schluff oder Sand vorliegt, dient zunächst eine Korngrößenanalyse. Ton hat eine Korngröße von  <0,002 mm, wobei man allerdings nur von Korngröße spricht – in Wirklichkeit haben die Tonminerale eine blättchenartige und keine körnige Gestalt.
Man bezeichnet eine Körnungsklasse schon immer dann als Ton, wenn der Tonanteil über 45 % beträgt, der Rest entfällt dann in unterschiedlichen Anteilen auf Schluff und Sand.
Im Raum Lauenburg wurde eine geologische Kartierung schon vor 1914 mittels Handbohrungen bis 2 m Tiefe durchgeführt. Schon dabei wurden Vorkommen von Lauenburger Ton, Holstein-Ton und tertiärem Ton erkannt (s. Abschn. 4). Seit 1969 wurden dort zur besseren Kenntnis der Lagerstätten geoelektrische Messungen durchgeführt.

„Ein weitgehend horizontal geschichteter Untergrund kann unter Verwendung von elektrischem Gleichstrom untersucht werden, sofern die einzelnen Schichten genügend große Leitfähigkeitsunterschiede und Mächtigkeiten aufweisen. Führt man einem solchen Untergrund über zwei Elektroden Gleichstrom zu, so entsteht eine charakteristische Spannungsverteilung, die mit geeigneten Sonden gemessen wird. [...] Aus der Stärke des zwischen den Elektroden fließenden Gleichstromes und der an den Sonden gemessenen Spannung ergibt sich ein durchschnittlicher Gesteinswiderstand.  [...] Durch Vergleich der gemessenen Kurve mit theoretisch berechneten, werden die spezifischen Widerstände, Mächtigkeiten und Tiefenlagen der erfaßten Schichten ermittelt.
Folgende Widerstandsbereiche wurden festgestellt und zugeordnet:
- 25 – 80 Ohmmeter:     Geschiebemergel (wassergesättigt)
- 15 – 25 Ohmmeter:         Ton, schluffig; stellenweise Schluff
- 5 – 15 Ohmmeter:         Ton“

## Abgrenzung des Lauenburger Tons zu anderen Tonvorkommen
Lauenburger Ton ist schwach schluffiger Ton mit fein verteiltem schwachem Kalkgehalt, aber ohne Fossilien wie Muschel- und Schneckenschalen, weil es sich um eine Beckenablagerung in seinerzeitigem Binnenland handelt. Der Ton ist schwarz bis grau, z. T. rot. Bei grauen Farbtönen hat er oft einen geringen Feinsandanteil.
Holstein-Ton weist Muschel- und Schneckenschalen auf, denn er ist die Meeresablagerung einer Warmzeit. Auch dieser Ton ist schwach schluffig mit fein verteiltem schwachem Kalkgehalt, aber er ist nicht schwarz, sondern grau, z. T. rot. Bei hellgrauen Farbtönen ist der Schluffgehalt oft größer, der Feinsandanteil gering.
Lauenburger Ton und Holstein-Ton können eng miteinander verzahnt (vergesellschaftet) vorkommen. Das erklärt sich daraus, dass sich der Lauenburger Ton gegen Ende der Elster-Eiszeit bildete (s. o.). Mit dem Abschmelzen der Eismassen hob sich bekanntlich der Meeresspiegel, so dass Becken mit Lauenburger Ton in der Warmzeit zwischen Elster- und Saale-Vereisung, dem Holstein-Interglazial, überflutet wurden und es dann zu Meeresablagerungen über dem Lauenburger Ton kam. Diese Vorstellung fällt umso leichter, wenn man bedenkt, dass z. B. das Vorkommen Lauenburger Tons westlich Dalldorf (rd. 10 km nördl. Lauenburg) bis 1 m unter NN in die Tiefe reicht.
Ton des Tertiärs ist schwach schluffig, schwarz, z. T. rot, meist kalkfrei, aber mit Muschel- und Schneckenschalenresten.

## Vorkommen Lauenburger Tons
Vorkommen Lauenburger Tons sind nicht nur, wie schon ausgeführt wurde, flächenmäßig, sondern auch in der Anzahl eng begrenzt. Auf den Geologischen Übersichtskarten 1 : 200.000, Blätter CC 3118 Hamburg-West und CC 3126 Hamburg-Ost, das ist das Norddeutsche Tiefland von Delmenhorst/Niedersachsen im Westen bis Dömitz/Elbe im Osten, von Hamburg im Norden bis Walsrode/Niedersachsen im Süden, insgesamt ca. 15300 km², sind gerade 20 Vorkommen verzeichnet und zwar sechs zwischen Lauenburg und Dalldorf, im Landkreis Lüneburg bei Rettmer, im Landkreis Rotenburg/Wümme bei Basdahl, südöstl. Hesedorf, bei Deinstedt, Ober Ochtenhausen, südl. Ostereistedt, nordöstl. Zeven, bei Hainhorst westl. Visselhövede sowie zwischen Visselhövede und Wittorf, im Landkreis Osterholz bei Vollersode, Hülseberg, Garlstedt, Osterholz-Scharmbeck und Worpswede. Ein Vorkommen bei Breetze im Landkreis Lüneburg reicht durch Bodenabbau nicht mehr bis an die Oberfläche.

## Nutzung der Lagerstätten Lauenburger Tons
Lauenburger Ton wird seit langem von Ziegeleien in z. T. tiefen Gruben abgebaut, weil er hervorragend zur Herstellung von Ziegeln geeignet ist. Wenn der gewonnene Ton besonders rein ist, muss er mit Sand bzw. Geschiebelehm gemagert werden.
In den Tongruben ist die Entwässerung oft ein besonderes Problem, da sich der Ton wie beschrieben in Becken gebildet hat. Während des Abbaus verhindert der Ton im Liegenden den Abfluss des Oberflächenwassers, so dass oft mit Pumpen die Abführung des Wassers sichergestellt werden muss. Erst wenn der Ton vollständig ausgebeutet ist und darunterliegende, wasserdurchlässigere Schichten erreicht sind, kann wieder mit einer Wasserversickerung gerechnet werden. Bleibt aber bei Abbauende noch Ton im Untergrund erhalten oder wurde bereits der Grundwasserstand erreicht oder unterschritten, so können sich bleibende Wasserflächen bilden. Zur Berücksichtigung aller damit verbundenen Aspekte ist eine sorgfältige Abbauplanung erforderlich und in den Naturschutz- bzw. Landschaftspflegegesetzen der Bundesländer vorgeschrieben.